# Valdavida
Valdavida es una localidad española perteneciente al municipio de Villaselán, en la provincia de León, comunidad autónoma de Castilla y León.

## Geografía

### Ubicación
| Noroeste: Villaverde de Arcayos | Norte: Villaverde de Arcayos | Noreste: Renedo de Valderaduey  |
| Oeste: Arcayos                  |                              | Este: Castrillo de Valderaduey  |
| Suroeste Villaselán             | Sur: Mozos de Cea            | Sureste: Velilla de Valderaduey |

## Demografía
Evolución de la población
| Gráfica de evolución demográfica de Valdavida entre 2000 y 2014    |
|                                                                    |
| Población de derecho (2000-2014) según el padrón municipal del INE |